# Александров, Виктор Анатольевич
Виктор Анатольевич Александров (род. 28 января 1945, Харьков) — советский футболист, выступавший на позиции полузащитника.

## Биография
Родился 28 января 1945 года в Харькове. Воспитанник ДЮСШ «Спартак» (Москва). Но заиграть в первой команде «красно-белых» не смог и оказался сначала в Калуге, а затем в Горьком и Орле. Провёл 15 матчей в высшей лиге СССР в составе московского «Локомотива». Завершил карьеру игрока в 1973 году в составе столичной команды «Энергия».